# Gaikini, Gabrovo
Gaikini (în bulgară Гайкини) este un sat în comuna Gabrovo, regiunea Gabrovo,  Bulgaria. 

## Demografie
Componența etnică a satului Gaikini
     Nicio identificare (100%)
     Altele (0%)
La recensământul din 2011, populația satului Gaikini era de 2 locuitori. . Pentru 100% din locuitori nu este cunoscută apartenența etnică.